# Agilkia
Agilkia és una illa del Llac Nasser on s'ha reconstruït el temple de Files en quedar coberta per les aigües l'illa de Files.